# Rodney Brown
Rodney Brown (né le 21 mai 1993 à Chappell Hill) est un athlète américain, spécialiste du lancer du disque. 

## Biographie
Il se révèle en 2014 en remportant la médaille d'or des Championnats NACAC espoirs à Kamloops avec un lancer à 63,34 m. Il participe aux championnats du monde 2015, à Pékin, mais est éliminé dès les qualifications après trois essais mordus.
il porte son record personnel à 66,00 m le 16 avril 2016 à Norwalk.

### Palmarès
| Date | Compétition                | Lieu     | Résultat | Épreuve          | Performance |
| ---- | -------------------------- | -------- | -------- | ---------------- | ----------- |
| 2014 | Championnats NACAC espoirs | Kamloops | 1er      | Lancer du disque | 63,34 m     |

### Records
| Épreuve          | Performance | Lieu    | Date          |
| ---------------- | ----------- | ------- | ------------- |
| Lancer du disque | 66,00 m     | Norwalk | 16 avril 2016 |